# 一里坪干盐湖
一里坪干盐湖位于中国青海省西部海西蒙古族藏族自治州境内，地处柴达木盆地中部，西台吉乃尔湖西北。地面海拔2683米，长45公里，宽约8公里，面积360平方公里。湖区气候极度干旱，年均气温2至4℃，年降水量25至50毫米。一里坪干盐湖在全新世干涸，沉积了厚4至6米的石盐。干盐湖中锂、硼、钾资源丰富，已开发利用。